# F-空間
関数解析学における F-空間（Fくうかん、英語: F-space）とは、実あるいは複素ベクトル空間であって、次を満たすような距離 d: V × V → R の定められているもののことを言う: 以下 K は実数体 R または複素数体 C の何れかであるものとして
1. V でのスカラー乗法は、距離 d および K の標準距離に関して連続である。
2. V での加法は、距離 d について連続である。
3. 距離 d は平行移動不変（英語版）である。すなわち、V 内の任意の x, y および a に対して {\displaystyle d(x+a,y+a)=d(x,y)} が成立する。
4. 距離空間 (V, d) は完備である。

演算 x ↦ ‖ x ‖ ≔ d(0, x) はひとつの F-ノルムを定める（一般の F-ノルムには完備性は仮定しない）。平行移動不変性により、もとの距離函数はこの F-ノルムから恢復可能である。したがって、K 上の F-空間は、完備 F-ノルムを備えた K-線型空間と言っても同じことである。
この空間をフレシェ空間と呼ぶこともあるが、その呼び名はふつう局所凸 F-空間を表すために用いられる。また上記のような距離函数の存在は、F-空間の構造の一部として要求する場合もあるし、しない場合もありうる。多くの文献では、そのような空間が上の性質を満足する仕方で距離化可能であることを要求するのみである。

## 例
明らかに任意のバナッハ空間およびフレシェ空間は F-空間である。特に、バナッハ空間は d(αx, 0) = |α|⋅d(x, 0) なる余計な条件までも満たす F-空間となる:59。
Lp-空間は、任意の p ≥ 0 に対して F-空間であり、p ≥ 1 ならば局所凸、したがってフレシェ空間であり、実際バナッハ空間ですらある。

### 例1
L1/2[0, 1] は F-空間で、連続な半ノルムも連続線型汎関数も持たない（自明な双対空間を持つ）。

### 例2
Wp(D) を複素数値テイラー級数 {\displaystyle f(z)=\sum _{n\geq 0}a_{n}z^{n}} で単位円板 D 上 {\displaystyle \sum _{n}|a_{n}|^{p}<\infty } を満たすようなもの全体のなす空間とする。このとき、0 < p < 1 に対して Wp(D) は p-ノルム {\displaystyle \|f\|_{p}=\sum _{n}|a_{n}|^{p}\qquad (0<p<1)} のもと、F-空間となる。実は、Wp は準バナッハ環である。さらに言えば、|ζ| ≤ 1 なる任意の ζ に対して、写像 f ↦ f(ζ) は Wp(D) 上で有界線形（乗法的汎関数）となる。

## 注